# Yililete
Yililete (kinesiska: 伊利勒特, 伊利勒特苏木) är en socken i Kina. Den ligger i den autonoma regionen Inre Mongoliet, i den norra delen av landet, omkring 500 kilometer nordost om regionhuvudstaden Hohhot.
Genomsnittlig årsnederbörd är 445 millimeter. Den regnigaste månaden är juli, med i genomsnitt 112 mm nederbörd, och den torraste är januari, med 4 mm nederbörd.